# Eriopyga cartagensis
Eriopyga cartagensis är en fjärilsart som beskrevs av William Schaus 1911. Eriopyga cartagensis ingår i släktet Eriopyga och familjen nattflyn. Inga underarter finns listade i Catalogue of Life.